# Xinsheng, Qijiang
Xinsheng (kinesiska: 新盛) är ett stadsdelsdistrikt i sydvästra Kina. Det ligger i stadsdistriktet Qijiang i storstadsområdet Chongqing, omkring 51 kilometer söder om det centrala stadsdistriktet Yuzhong.